# París-Roubaix 2002
La París-Roubaix 2002 fou la 100a edició de la París-Roubaix. La cursa es disputà el 14 d'abril de 2002 i fou guanyada pel belga Johan Museeuw, que s'imposà en solitari en la meta al velòdrom André Pétrieux de Roubaix. Steffen Wesemann i Tom Boonen foren segon i tercer respectivament. Aquesta era la tercera cursa de la Copa del Món de ciclisme.

## Classificació final
|    | Ciclista               | Equip            | Temps      |
| -- | ---------------------- | ---------------- | ---------- |
| 1  | Johan Museeuw (BEL)    | Domo-Farm Frites | 6h 39' 08" |
| 2  | Steffen Wesemann (GER) | Team Telekom     | + 3' 04"   |
| 3  | Tom Boonen (BEL)       | US Postal        | + 3' 08"   |
| 4  | Tristan Hoffman (NED)  | CSC-Tiscali      | + 4' 02"   |
| 5  | Lars Michaelsen (DEN)  | Team Coast       | + 4' 02"   |
| 6  | George Hincapie (USA)  | US Postal        | + 4' 02"   |
| 7  | Thierry Gouvenou (FRA) | BigMat-Auber 93  | + 4' 02"   |
| 8  | Max van Heeswijk (NED) | Domo-Farm Frites | + 4' 02"   |
| 9  | Nico Mattan (BEL)      | Cofidis          | + 4' 02"   |
| 10 | Enrico Cassani (ITA)   | Domo-Farm Frites | + 4' 02"   |